# أنتوني (لاعب كرة قدم)
أنتوني ماثيوس دوس سانتوس (بالبرتغالية: Antony Matheus dos Santos؛ مواليد 24 فبراير 2000‏) المعروف اختصارًا بـ أنتوني، هو لاعب كرة قدم برازيلي يلعب ك‍جناح لنادي ريال بيتيس في الدوري الإسباني معارًا من مانشستر يونايتد الإنجليزي و‌منتخب البرازيل.

## الإنجازات
أياكس أمستردام
- الدوري الهولندي الممتاز: 2020–21، 2021–22[5]
- كأس هولندا: 2020–21[6]

البرازيل تحت 23
- الألعاب الأولمبية الصيفية: 2020

فردية
- لاعب الشهر في الدوري الهولندي الممتاز: ديسمبر 2020[7]
- موهبة الشهر في الدوري الهولندي الممتاز: ديسمبر 2021[7]

## وصلات خارجية
- أنتوني على موقع الاتحاد الأوربي (الإنجليزية)
- أنتوني على موقع إي إس بي إن إف سي (الإنجليزية)
- أنتوني على موقع قاعدة بيانات كرة القدم.إي يو (الإنجليزية)
- أنتوني على موقع ليكيب (الفرنسية)
- أنتوني على موقع ناشيونال فوتبول تيمز (الإنجليزية)
- أنتوني على موقع Soccerbase.com (لاعب) (الإنجليزية)
- أنتوني على موقع Soccerway.com (الإنجليزية)
- أنتوني على موقع عالم كرة القدم.نت (الإنجليزية)
- أنتوني على موقع اللجنة الأولمبية الدولية (الإنجليزية)
- أنتوني على موقع أوليمبيديا (الإنجليزية)